# Sage Publishing
SAGE Publishing (dawniej SAGE Publications) – amerykańskie wydawnictwo założone w 1965 roku, specjalizujące się w wydawaniu treści naukowych.
W ciągu roku nakładem wydawnictwa wychodzi ponad tysiąc czasopism i 900 nowych tytułów książkowych na całym świecie.
Siedziba SAGE Publishing mieści się w Thousand Oaks w stanie Kalifornia.